# 2 Pułk Ułanów (LP)
2 Pułk Ułanów – oddział kawalerii Legionów Polskich.

## Formowanie i zmiany organizacyjne
Pierwsze zawiązki polskiej jazdy powstały w Oddziałach Konnych lwowskiego i krakowskiego „Sokoła” w zaborze austriackim. W Krakowie zawiązały się dwa konne oddziały, 2 i 3 szwadron kawalerii Legionów. 1 października 1914 roku szwadrony wyruszyły na Węgry wchodząc taktycznie w skład II Brygady Legionów Polskich.

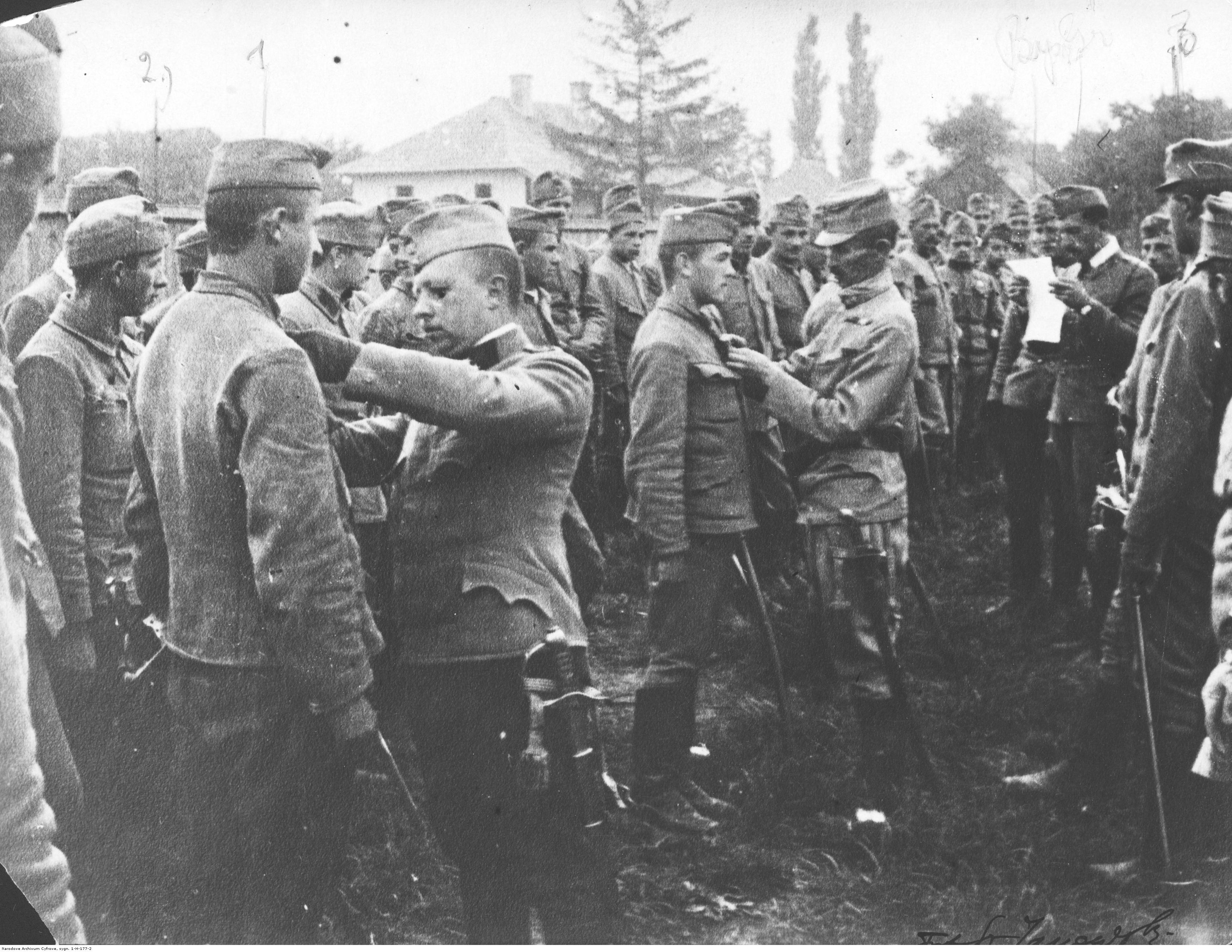
Dekoracja uczestników szarży pod Rokitną

W czerwcu 1915 roku oba szwadrony połączyły się tworząc Dywizjon Kawalerii Legionów. Również w tym samym miesiącu koło Piotrkowa sformowano 5 i 6 szwadron kawalerii. Z tych szwadronów, oraz oddziału karabinów maszynowych i patrolu telefonicznego w październiku 1915 roku zorganizowany został II Dywizjon Kawalerii LP. 10 listopada 1915 roku doszło do połączenia się tych dwóch dywizjonów i powstał wówczas 2 Pułk Ułanów Legionów Polskich. Początkowo w skład jego wchodziły 4 szwadrony, a szwadron składał się z 4 plutonów po 24 ułanów każdy. Manifest dwóch cesarzy, niemieckiego i austriackiego z 5 listopada 1916 roku zapoczątkował kryzys w szeregach Legionów. Pułk ułanów odmówił złożenia przysięgi na wierność cesarzowi i 18 lutego 1918 roku został rozwiązany. Po upadku Austrii odrodził się w Krakowie 2 listopada 1918 roku jako 2 Pułk Ułanów Wojska Polskiego.

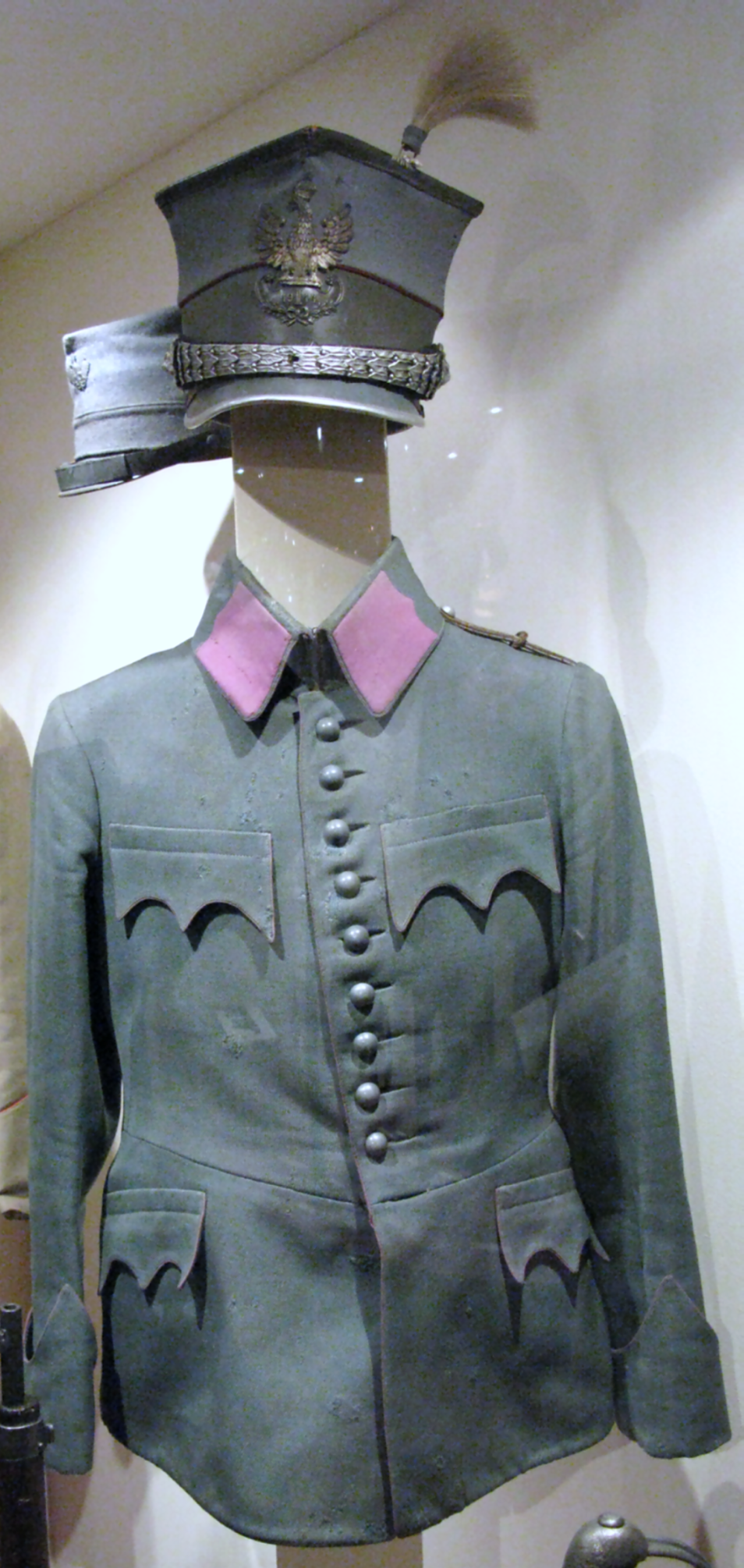
Mundur ułana 2 Pułku Ułanów Legionów Polskich

## Żołnierze pułku
Dowódcy
- mjr Juliusz Ostoja-Zagórski
- rtm. Józef Dunin-Borkowski
- rtm. Jan Dunin-Brzeziński
- płk Roman Kawecki (17 XI 1917 – 18 II 1918)
- rtm. Jan Dunin-Brzeziński (2–15 XI 1918)

Ułani
- Stanisław Bedryjowski
- ppor. Józef Byszewski
- wachm. Roman Cieszyński
- Zygmunt Dyakowski
- ppor. Stanisław Daszewski
- Henryk Dobrzański
- Mieczysław Dziewoński
- Stanisław Fedorowski
- Włodzimierz Gilewski
- Antoni Gryzina-Lasek
- Gustaw Gwizdalski
- wachm. Kazimierz Kowalski
- Jan Małysiak
- chor./ppor. Adam Mniszek
- kpr. dr Kazimierz Papée
- Henryk Pfefer
- Jan Maria Romański
- Zygmunt Siewiński
- Bogumił Skarżyński
- Bohdan Sołtys
- Adam Staniszewski
- Mieczysław Targowski-Tarnawa
- Mieczysław Timme
- Edward Wania
- Stefan Wiechecki
- Stanisław Pilch

Obsada personalna 2 szwadronu 1 października 1914 roku
- dowódca szwadronu – por. Zbigniew Dunin-Wąsowicz
- dowódca I plutonu – ppor. Kazimierz Ziembiński ps. „Zieliński”
- dowódca I plutonu – chor. Józef Dunin-Borkowski
- dowódca I plutonu – chor. Jerzy Topór-Kisielnicki
- dowódca I plutonu – ppor. Roman Włodek
- lekarz – ppor. lek. Janina Witoszyńska